# 寶石低紋鮨
寶石低紋鮨，為輻鰭魚綱鱸形目鱸亞目鮨科的其中一種，分布於中西大西洋區的美國佛羅里達州至墨西哥海域，體長可達13公分，生活在珊瑚礁區，為底棲性魚類，屬肉食性，生活習性不明。